# Aser
Az Aser héber eredetű férfinév (אָשֵׁר Ásér), jelentése boldog, gazdag, (meg)elégedett, a Bibliában a 12 pátriárka egyikének a neve.

## Gyakorisága
Az 1990-es években szórványosan fordult elő, a 2000-es években nem szerepel a 100 leggyakoribb férfinév között.

## Névnapok
ajánlott névnap
- december 16.[2]